# Economia laboral
L'economia laboral és la branca de l'economia que estudia els mercats on s'intercanvia la força de treball pel salari. Aquests mercats operen per mitjà de la interacció dels treballadors i les empreses. L'economia laboral estudia l'oferta de la força de treball (treballadors), la demanda (empreses), la seva interacció en el mercat i com els afecten les institucions. L'estudi del mercat de treball és degut a les seves peculiaritats respecte a altres mercats. El treball no pot ser comprat o venut, és la força de treball la que es contracta. Per tant, donat que les persones no es poden separar de la seva força de treball, també s'han de tenir en compte aspectes no monetaris de la relació contractual.

## Camps d'estudi
Oferta de treball: participació en el mercat de treball, hores de treball, elecció ocupacional, l'anàlisi de la inversió en capital humà, l'efecte de l'educació sobre la productivitat i els ingressos dels treballadors, l'educació com a mecanisme de senyalització.
Demanda de treball: Inclou l'anàlisi dels processos de contractació, esquemes salarials i de promoció per part de les empreses i l'estudi de la demanda de treballadors amb diferents nivells de qualificació.
Mercat: Diferències salarials per nivell educatiu, experiència, ocupació, sector. Mobilitat geogràfica i sectorial. En aquest camp també són presents estudis macroeconòmics sobre l'evolució a nivell agregat dels salaris, l'ocupació i l'atur, així com les diferències entre països respecte a aquestes variables.
Institucions: Sindicats, negociació col·lectiva, salari mínim, costos d'acomiadament, subsidis s'atur, sistema impositiu.
Hi ha altres camps d'estudi que quedarien fora de la definició tradicional de l'economia laboral però que es consideren part d'aquesta especialitat. És el cas de l'economia de l'educació, que estudia quins aspectes del sistema educatiu són més importants en el desenvolupament del capital humà. D'altra banda, l'economia de la discriminació intenta entendre la causa de la discriminació salarial per causa de gènere i raça. Un altre tema d'estudi és l'efecte dels grups (veïnat, companys, etc.) en les persones. Finalment, l'economia de la família estudia l'assignació dels recursos i del treball a l'interior de les famílies, la fertilitat i la formació de famílies.

## Història
El mercat de treball ha sigut present en l'anàlisi econòmic des dels seus inicis. En La riquesa de les nacions (1776), Adam Smith plantejà com el nivell dels salaris ve determinat per l'enfrontament d'interessos dels treballadors i els amos. També destacava que canvis en la demanda de treball poden influir sobre aquest nivell de salaris. Però Smith no només analitzà els determinants del nivell general de salaris, sinó també l'origen de la desigualtat salarial entre treballadors. La seva teoria era que les diferències salarials depenien de les característiques de les diferents feines de tal manera que feines més difícils o menys desitjables de realitzar oferien salaris més elevats.
A principis del segle XX l'estudi del mercat del treball es basava principalment en l'estudi de casos concrets, l'obtenció de dades i en la descripció de les institucions i característiques del mercat de treball. És el cas de Labor Problems (1905) de Thomas Adams i Helen Sumner i de Trade Unionism and Labor Problems (1905) de John R. Commons. Temes centrals d'estudi eren la història i el funcionament dels sindicats, la legislació laboral, la immigració, etc. A aquesta visió de l'estudi de l'economia se l'anomena institucionalisme.
Als anys 30 el model neoclàssic fou incorporat en l'estudi del mercat de treball, com per exemple a Theory of Wages (1932) de John Hicks o en l'obra amb el mateix títol de Paul Douglas, publicat el 1934. A diferència dels institucionalistes, els neoclàssics busquen patrons generals en el mercat de treball.
A pesar de les aportacions de Hicks i Douglas, la generació dels anys 40 continuà en l'estil dels institucionalistes. Els autors d'aquest període, John Dunlop, Clark Kerr, Richard Lester i Lloyd Reynolds, criticaven la manca de realisme del model neoclàssic i dubtaven que el comportament del mercat de treball fos el resultat de la maximització dels beneficis de les empreses i de la utilitat dels treballadors però no aportaren una teoria que substituís el model neoclàssic. L'estudi de Reynolds sobre les diferències salarials mostrava que aquestes eren considerables fins i tot per a treballadors amb feines similars. Kerr desenvolupà el concepte de mercats de treball "institucionals" que eren regits per regles formals i informals en comptes de per variables econòmiques. Dunlop introduí el concepte de mercat de treball intern, que es corresponia amb el mercat de treball de determinades feines i que era subjecte a diferents regles i pràctiques.
L'augment en el nivell de formalització en l'estudi de l'economia i el desenvolupament de l'econometria al voltant dels anys 60 facilitaren l'aplicació i la contrastació de la teoria neoclàssica amb les dades i donaren lloc a una nova generació d'acadèmics que aplicava aquesta teoria al mercat de treball. H. Gregg Lewis, considerat el pare de l'economia laboral moderna, estudià la disminució secular de les hores de treball. Gary Becker introduí l'anàlisi de la discriminació, també fou un dels pioners de la teoria del capital humà, la teoria de la producció en la llar i, juntament amb Jacob Mincer, de la teoria moderna de l'oferta de treball. També en aquest període, George Stigler desenvolupà la teoria de la informació. A partir de les idees de Stigler, McCall i Mortensen iniciaren la teoria de la cerca, de gran rellevància per a la recerca sobre l'atur i les diferències salarials entre treballadors.
Als anys 70 es desenvoluparen estimacions de l'oferta de treball mitjançant tècniques economètriques. Autors destacats en aquest camp foren Orley Ashenfelter, James Heckman i Thomas McCurdy. Altres camps en que se centrà la investigació foren els efectes de la immigració, l'increment de la participació de la dona en el mercat de treball, les diferències salarials per gènere i els desavantatges econòmics per qüestió de raça. En aquesta etapa també sorgí la teoria dels contractes implícits de la mà de Costas Azariadis, Martin Baily i Donald Gordon.
Seguint la tradició institucionalista, Peter Doeringer i Michael Piore analitzaren la idea dels mercats de treball duals. Doeringer i Piore consideraven que el mercat de treball es divideix en mercat primari i secondari. Les feines del sector primari ofereixen bons salaris, bones condicions de feina i estabilitat. D'altra banda, en el sector secondari les feines estan mal pagades, són poc estables i no hi ha possibilitat de promoció. La teoria dels salaris eficients de George Akerlof i Janet Yellen és una explicació (dins el model neoclàssic) dels mercats duals i de les desigualtats salarials. Es basa en la idea que si el treballador guanya un salari més elevat s'esforçarà a fer la seva feina millor. Per tant, pot ser d'interès per l'empresa que els treballadors cobrin un salari per sobre del que equilibra el mercat. Això fa que en aquells sectors on l'esforç del treballador és important, es paguin salaris més elevats (serien els mercats primaris) mentre que en cas contrari es pagaria el salari d'equilibri.
Als anys 80 s'introduïren conceptes d'interdependència social en la teoria neoclàssica del mercat de treball. Robert Frank analitzà l'efecte de l'estatus sobre la determinació dels salaris mentre que Akerlof i Yellen incorporaren el concepte de "salari just" a la seva teoria de salaris eficients.

## Teoria de la demanda de treball
La demanda de treball d'una empresa és el nombre d'hores de factor treball que maximitzen els seus beneficis. Es diu que és una demanda derivada perquè deriva indirectament de la demanda dels consumidors. La quantitat de treball que maximitza els beneficis està relacionada amb com afecta els beneficis cada hora addicional de treball. D'una banda, el cost d'una hora més de treball és igual al salari (W). D'altra banda, una hora més de treball generarà un increment en la producció i la venda d'aquesta producció addicional generarà un ingrés, anomenat ingrés del producte marginal (IPM). En el cas d'un mercat de treball en competència perfecta, els beneficis són màxims quan l'ingrés del producte marginal és igual al salari.
L'IPM depèn de la quantitat de treball i de la quantitat dels altres factors de producció utilitzats. Aquests altres factors poden ser fins i tot altres tipus de treball (que requereixin una dificultat diferent, coneixements diferents, etc.).
La teoria de la demanda de treball diferencia la demanda de curt termini de la de llarg termini. La demanda de treball (o d'un tipus de treball) a curt termini és la demanda quan aquest factor és l'únic factor de producció variable de l'empresa. Això implica que l'empresa triarà la quantitat de treball que maximitzi els seus beneficis donada la quantitat dels altres factors que tingui l'empresa en aquell moment. La demanda de treball en el llarg termini és la quantitat de treball que maximitza els beneficis de l'empresa quan el nivell de la resta de factors també maximitzen els beneficis de l'empresa (en el llarg termini tots els factors poden variar).
Un resultat d'aquesta teoria és que la demanda de treball, tant a curt com a llarg termini, és decreixent en el salari. Aquest resultat s'anomena llei de la demanda. Tanmateix, l'impacte quantitatiu pot ser diferent, ja que en el cas del llarg termini un canvi en el salari també afecta a la demanda dels altres factors. Estudis empírics sobre la relació entre el salari i la demanda de treball troben que un increment del salari del 10% redueix l'ocupació entre el 4 i el 5% en el curt termini, i produeix una reducció de l'ocupació del 10% en el llarg termini. Un canvi en el preu dels altres factors pot afectar la demanda de treball a llarg termini. L'efecte depèn de com són usats en la producció aquests factors. Si l'augment del preu d'un factor té un efecte positiu en la demanda de treball, es diu que aquests dos factors són substitutius bruts, si l'efecte és negatiu són complementaris bruts.
La demanda de treball també depèn del nivell de competència en el mercat del producte que ven l'empresa. L'efecte de la competència queda reflectit quan es té en compte els elements que componen l'IPM. Aquest ingrés prové de la venda de la producció addicional d'una hora més de treball, és a dir, de la venda del producte marginal del treball (PML). Per tant, l'IPM és el PML multiplicat per l'ingrés que rep l'empresa per una unitat addicional de producte, l'ingrés marginal (IM).
En el cas d'una empresa que ven el seu producte en un mercat en competència perfecta, l'ingrés marginal de l'empresa és igual al preu de mercat, IM = P, això vol dir que la demanda de treball vindria donada per la següent condició.
Per tant, segons la teoria econòmica, les empreses que operen en mercats en competència perfecta demanen la quantitat de treball que fa que el producte marginal del treball sigui igual al salari real.

## Teoria neoclàssica de l'oferta de treball
L'oferta de treball d'un individu és el nombre d'hores de treball que maximitzen la seva utilitat. Segons la teoria neoclàssica de l'oferta de treball, l'individu disposa de certa quantitat de temps i decideix la proporció d'aquest temps que destina a l'oci o a treballar. D'una banda, l'oci li proporciona utilitat. Però treballar li proporciona una renda que li permet adquirir béns de consum, els quals també li proporcionen utilitat. En el cas d'un individu que decideix treballar un nombre positiu d'hores, la solució d'aquest problema és que la relació marginal de substitució entre la renda i l'oci (RMSL,Y) ha de ser igual al salari (W). És a dir, la renda a la que el treballador está disposat a renunciar per a poder obtenir una hora més d'oci ha de ser igual al salari.
Segons aquesta teoria, l'efecte d'un canvi en el salari sobre l'oferta de treball és el resultat de dos efectes: l'efecte renda i l'efecte substitució. En el cas d'un augment del salari, l'efecte renda generaria una disminució de l'oferta de treball, ja que un augment del salari permet obtenir la mateixa renda treballant menys hores. L'efecte substitució prové del fet que un augment del salari fa que l'oci sigui més "costós", i per tant, que l'individu prefereixi treballar més hores quan el salari és més elevat. Si l'efecte renda és més gran que l'efecte substitució, l'oferta de treball serà decreixent en el salari i si l'efecte renda és menor que l'efecte substitució, l'oferta de treball serà creixent en el salari. La teoria sobre l'oferta de treball no prediu quin dels dos efectes és més gran. Tanmateix, es considera més probable que si l'efecte renda supera l'efecte substitució, és per a nivells elevats d'hores de treball. El motiu és que un increment del salari augmenta la renda per totes les hores que es treballen, per tant, l'efecte sobre la renda total de l'individu serà major si treballa més hores. Segons l'evidència empírica, canvis en el salari afecten a l'oferta de treball principalment a través de canvis en la taxa d'activitat de la població i no a través de la variació en les hores treballades dels individus ocupats. L'oferta de treball femenina és creixent en el salari i més sensible a canvis en el salari que la masculina, però en els últims anys aquesta diferència en el comportament s'ha anat reduint.